# Riegersburg (fästning)

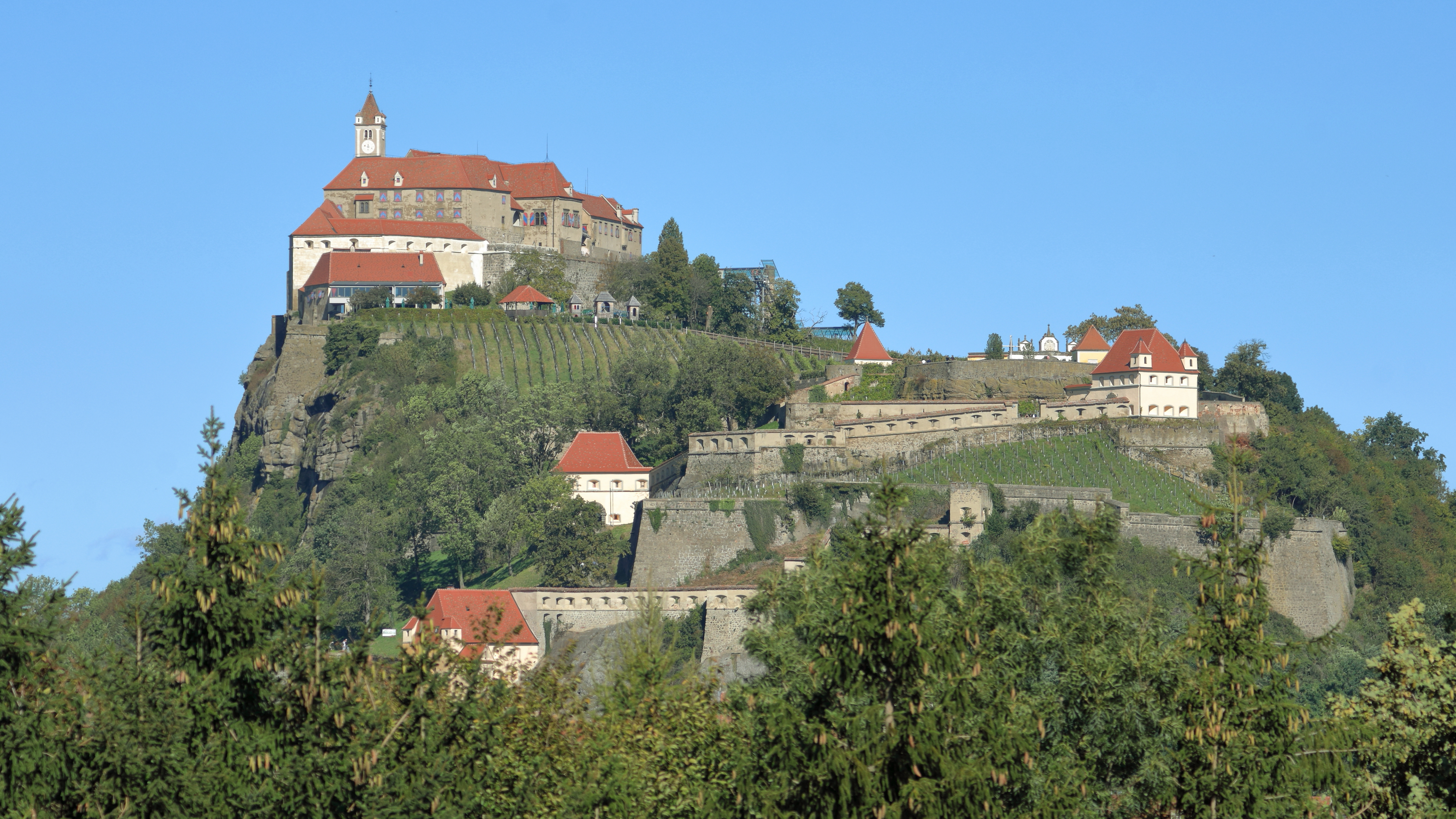
Riegersburg

Riegersburg är en fästning i det österrikiska förbundslandet Steiermark. Fästningen ligger vid orten med samma namn (Riegersburg). 

## Historia
Fästningen byggdes på 1000-talet på en 480 meter hög basaltklippa och består av två borgar, Lichtenegg och Kronegg. Fästningen omnämns för första gången 1138 som Ruotkerspurch, vilket syftar på den dåtida ägaren och betyder ’Rüdigers borg’. På 1500-talet byggdes fästningen ut med 11 bastioner och 6 portar som ligger i rad efter varann på vägen upp till borgen samt omgavs av en 3 km lång befästningsmur. Riegersburg som ingick ett bälte av befästningar längs Habsburgarrikets östra gräns var på 1500- och 1600-talen Steiermarks viktigaste gränsfästning mot Ungern. Fästningen intogs aldrig av fientliga trupper. 
Även fästningens inre byggdes om och ut under 1600-talet. Arkaderna i innergårdarna och riddarsalen, båda i senrenässans, är från omkring 1600. Under andra hälften av 1600-talet byggdes fästningen om i barockstil. 
Sedan 1822 ägs fästningen av släktet Liechtenstein. 

## Dagens fästning
Inte bara själva fästningen är värd ett besök, utan även museerna på fästningen:
- Fästningens praktsalar inrymmer en utställning om Riegersburgs historia på 1600-talet. Två kvinnoöden i denna tid av krig, (tvångs-)arbete och häxtro, men även barock livslust och festkultur står i centrum: Borgherrinnan Katharina von Galler som fick kämpa hårt för att hävda sig mot det mansdominerade samhället och Katharina Paldauf, en av hennes tjänstekvinnor som föll offer för häxtron i en av de största häxprocesserna i Steiermark.
- Häxmuseet i källarutrymmena skildrar häxtro och häxförföljelse under 1600- och 1700-talen i Steiermark med utgångspunkt från häxprocesserna i Feldbach i slutet på 1600-talet. Mer en 300 personer var misstänkta och den f d ägaren av fästningen Riegersburg, greve Johann Ernst Purgstall, var en av de mest prominenta häxdomarna i Steiermark.
- På sommaren gör även rovfågelstationen uppvisningar